# パヴェル・ヴラニツキー

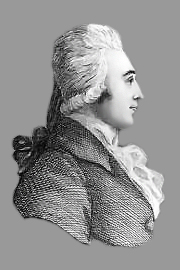
Paul Wranicky

パヴェル・ヴラニツキー（Pavel Vranický, 1756年12月30日、モラヴィア地方ノヴァージーシェ - 1808年9月26日、ウィーン）は、チェコ（モラヴィア地方）出身の古典派音楽の作曲家・ヴァイオリニスト・オルガニスト。ウィーンで活躍し、パウル・ヴラニツキー（Paul Wranitzky）というドイツ語名を残す。
モーツァルトと同年生まれの親友として有名で、モーツァルトも彼のことを高く評価し、また同時にフリーメイソンのメンバーでもあった。多作家で、膨大な数のオペラ・バレエ音楽・交響曲・協奏曲・室内楽などを残している。中でもシェイクスピアの戯曲に基づくオペラ『オベロン、妖精の王』（1789年）は好評で、シカネーダーがモーツァルトに『魔笛』を作曲させるヒントになったと伝えられる。
なお、弟のアントニン・ヴラニツキーも作曲家として作品を残した。

## 生涯
ヴラニツキーは1756年、チェコ南部モラヴィア地方ノヴァージーシェに宿屋の息子として生まれている。歌・オルガン・バイオリンを町のグラマー・スクールで学んだ後、チェコ東部オロモウツに移り、オロモウツ大学の神学部で学んだ。1776年ごろになって、同年代の若い作曲家たちと同じようにチャンスを求めてウィーンに移住し、神学校に入って音楽を習得した。
1783年にはウィーンを訪れたスウェーデン王室の宮廷楽長ヨーゼフ・マルティン・クラウスについた。1784年、エステルハージ宮廷の音楽監督となり、1785年、ウィーンのケルントナートーア劇場オーケストラの指揮者となり、1787にはブルク劇場オーケストラに移った。1808年に亡くなるまで、この2つのオーケストラと関わった。
ヴラニツキーはモーツァルトの友人の一人で、モーツァルト未亡人コンスタンツェが夫の遺作を出版する交渉の手助けをした。ヴァイオリニスト、作曲家として優秀だっただけでなく、モーツァルトを初め多くの人から尊敬を集めた指揮者でもあった。1800年にはベートーベンが第1交響曲の初演を依頼し、またハイドンはオラトリオ『四季』の初演を頼んだ。またウィーンの宮廷でも尊敬され、マリア・テレジア女帝の個人的な用のために作曲し、その孫フランツ2世のために戴冠交響曲を書いた。

## 作品
10曲のオペラ、56曲の交響曲（出版済み29曲、未出版27曲）、少なくとも56曲（一説によれば73曲）の弦楽四重奏曲と、厖大な数の管弦楽曲・室内楽曲を残した。1967年にミラン・ポシュトルカが作品表を発表しているが、作品の多くは未出版のままになっている。
19世紀ベルギーの著名な音楽評論家・音楽学者で、フランスで活躍したフランソワ＝ジョゼフ・フェティスは次のように書いている。「ヴラニツキーの音楽は、自然なメロディーと輝かしいスタイルで当時流行の音楽だった。管弦楽法が巧みで、とりわけ交響曲の扱いが秀でていた。私の若かりし頃には、その人気がハイドンの作品と比べて引けをとっていなかったことを思い出す。今日、彼の音楽が早くも忘れ去られているのは私にとって驚きの種である。」
ハイドンについて勉強したと信じる研究者もいるが、その証拠はない。ただ彼がハイドンの弦楽四重奏曲に学び、影響を受けたことは疑いない。ハイドンと同様ヴラニツキーの弦楽四重奏曲も、前古典派の形式からウィーン古典派後期のソナタ形式に至るまで、発展を示している。
- オペラ『オベロン、妖精の王』 （1789年）
- バレエ音楽『風の精、花の精』（1795年）、『森のおとめ』（1796年）
- 交響曲（出版したもの）ハ長調『ハンガリー人の喜び』Op.2、ハ短調 Op.11-1、ヘ長調 Op.11-2、イ長調 Op.11-3、ハ長調 Op.16-1、イ長調 Op.16-2、ニ長調 Op.16-3、ハ長調 Op.17、変ロ長調 Op.18、ハ長調『戴冠式』Op.19、ニ長調『狩り』Op.25、ハ短調『革命または平和』Op.31、変ロ長調 Op.33-1、ハ長調 Op.33-2、ヘ長調 Op.33-3、ハ長調 Op.35-1、ト長調 Op.35-2、変ホ長調 Op.35-3、ニ長調 Op.36、ニ長調 Op.37、ト長調 Op.50、イ長調 Op.51、ニ長調 Op.52
- ヴァイオリン協奏曲　ハ長調、ニ長調、ヘ長調、ト長調
- チェロ協奏曲 ハ長調　Op.27
- フルート協奏曲 ニ長調　Op.24
- オーボエ協奏曲 ト長調
- フルートとオーボエのための協奏交響曲 ハ長調　Op.39
- 2つのヴィオラのための協奏曲 ハ長調
- 木管八重奏のためのハルモニー
- フルート・オーボエと弦楽のための六重奏曲
- オーボエ・フルート・2ヴィオラ・チェロのための五重奏曲 4曲 Op.3
- 弦楽四重奏曲 3曲 Op.1、3曲 Op.2、6曲 Op.9、6曲 Op.10、6曲 Op.15、6曲 Op.23、6曲 Op.26、6曲 Op.30、6曲 Op.32、3曲 Op.40、1曲 Op.41、1曲 Op.45、1曲 Op.49
- フルート四重奏曲3曲　Op.28
- フルート・ヴィオラ・チェロのための三重奏曲 4曲
- 2本のフルート・チェロのための三重奏曲 3曲 Op.53
- ピアノ・ソナタ 3曲 Op.22
- ミサ曲 1曲
- カンタータ 1曲